# Засядько Євген Степанович
Євге́н Степа́нович Зася́дько — український дипломат. Генеральний консул Української Держави в Батумі.

## Життєпис
Уродженець Полтавщини, до приїзду на Кавказ працював у губернській адміністрації. В Баку він був активним членом українського товариства «Просвіта», очолюваного Люцієм Кобилянським.
1918 року Євген Засядько повернувся в Київ, «щоб служити Україні». Саме Люцій Кобилянський, враховуючи фаховість, патріотизм, знання французької мови та потребу належного українського консульського представництва на Кавказі ініціював рекомендацію Євгена Засядька на посаду консула в Батумі.
25 лютого 1921 р., Євген Засядько дізнався про вторгнення більшовицької кінноти в околиці Тбілісі. У Батумі він зустрівся з консулом Левом Лесняком. Вони разом дісталися Стамбула. Там консули жили в нічліжці, без грошей, стояли в черзі з біженцями за безкоштовними харчуванням. Євген Засядько працював вантажником на складах Товариства братів Нобель. Допомогу родинному бюджету надавала і дружина Євгена Степановича, шиючи сорочки для біженців за 18 піастрів за штуку.
7 березня 1921 року — архів, книги з бібліотеки консульства УНР в Батумі, бланки паспортів, печатки і прапор Засядько офіційно передав на зберігання в посольство УНР в Стамбулі.
1 червня 1922 р. посол УНР в Стамбулі Ян Токаржевський-Карашевич, доручив Леву Лесняку виконання обов'язків генерального консула УНР у Стамбулі, з покладанням на нього обов'язків керуючого посольством на час від'їзду послав в Україну. Засядько теж отримав роботу, але без грошового забезпечення. 
26 лютого 1923 року Євген Степанович Написав рапорт про звільнення зі служби в Генеральному консульстві в Стамбулі, його було звільнено фактично роком раніше з 1 квітня 1922 р.